# Knochenfabrik
Knochenfabrik ist eine Deutschpunkband aus Köln-Porz.

## Bandgeschichte
Knochenfabrik ging aus der Köln-Porzer Schülerband Die Klainen Strolche hervor und wurde 1994 von Claus Lüer (Gitarre, Gesang), Achim Lauber (Schlagzeug) und Gagi Ilic (Bass) gegründet. 1996 verließ Ilic die Band und Hasan Onay übernahm seinen Platz am Bass. 1996 erschien die EP Elvis auf Vitaminepillen Records. Während der Aufnahmen zu ihrer zweiten LP lösten sich Knochenfabrik 1998 auf. Die Bandmitglieder spielten später bei Casanovas Schwule Seite (Claus, Hasan), Chefdenker (Claus), Bash! (Claus), Supernichts, Detlef (Achim) und Karma Kola (Gagi).
Zu ihren bekanntesten Liedern gehören Grüne Haare und Filmriss, von denen Lüers zweite Band Chefdenker letzteres aufgrund regelmäßiger Nachfragen aus dem Publikum auch auf ihren Konzerten spielt. Die gesellschaftskritischen Themen der Lieder handeln von Arbeits- und Obdachlosigkeit, Zivildienst, Gewerkschaft aber auch von Saufen oder Kaputtschlagen.
10 Jahre nach der Auflösung gab es im Jahr 2008 insgesamt vier offizielle Reunion-Konzerte: Der Auftritt beim Ruhrpott-Rodeo-Festival in Hünxe im Juni bildete den Auftakt, es folgten Auftritte beim Back To Future Festival und beim Force Attack. Ein weiterer Auftritt fand beim Punk im Pott statt. Ein allererstes inoffizielles Konzert der Reunion-Tour fand aber schon am 3. Mai im Rahmen der Superfreunde-CD-Release-Party in Langen statt.
2009 wurde am 14. März das angeblich absolut letzte Konzert beim Freak'N'Art-Festival in Karlsruhe gegeben. Später traten Knochenfabrik unter anderem am 28. November 2009 beim Kölner "Streifschuss-Festival", am 28. Dezember 2009 bei Punk im Pott und für ihr angeblich definitiv letztes Konzert am 13. März 2010 in Augsburg beim "Battle of the South 2010" auf. Im Juli 2011 brachte die Band eine neue EP unter dem Titel Grüne Haare 2.0 auf Trillerfisch Records heraus und spielte weitere Konzerte.
Die Hip-Hop-Formation Antilopen Gang bezieht sich in ihrem Song "Anti-Alles-Aktion" mit „Wir hatten uns nicht vorgenommen, jemals auf die Welt zu kommen und trotzdem ist es irgendwie passiert“ auf eine Textzeile des Songs Filmriss. In der Neuaufnahme von Anti-Alles-Aktion für das Bonusalbum Atombombe auf Deutschland singt Claus Lüer als Gastmusiker den Refrain. Auf ihrem Album "Antilopen Geldwäsche Sampler 1" veröffentlichten sie eine von Danger Dan gesungene und ausschließlich mit dem Keyboard begleitete Coverversion von "Filmriss".

## Diskografie
- 1996: Elvis (EP)
- 1997: Ameisenstaat (CD/LP, Neuauflage 2008)
- 1997: Kaufehlermessung (Tape)
- 1998: Split-EP mit Supernichts
- 1998: Cooler Parkplatz (CD/LP)
- 2001: Deutschmark muss sterben (Kompilation aus Samplerbeiträgen, Singles und Live-Aufnahmen)
- 2011: Grüne Haare 2.0 (EP)
- 2022: Musikalische Früherziehung (EP)